# Liste der Kulturdenkmäler in Maxsain
In der Liste der Kulturdenkmäler in Maxsain sind alle Kulturdenkmäler der rheinland-pfälzischen Ortsgemeinde Maxsain aufgeführt. Grundlage ist die Denkmalliste des Landes Rheinland-Pfalz (Stand: 21. Dezember 2021).

## Denkmalzonen
| Bezeichnung                    | Lage                                                                | Baujahr                           | Beschreibung | Bild                           |
| ------------------------------ | ------------------------------------------------------------------- | --------------------------------- | --- | ------------------------------ |
| Denkmalzone Jüdischer Friedhof | nordöstlich des Ortes an einem Wirtschaftsweg Richtung Zürbach Lage | erste Hälfte des 19. Jahrhunderts | angelegt in der ersten Hälfte des 19. Jahrhunderts, von Hecken eingefasst, etwa 35 Grabsteine, Jahreszahlen auf Grabsteinen ab etwa 1810 | weitere Bilder Fotos hochladen |

## Einzeldenkmäler
| Bezeichnung              | Lage                                    | Baujahr                            | Beschreibung                                                         | Bild                           |
| ------------------------ | --------------------------------------- | ---------------------------------- | -------------------------------------------------------------------- | ------------------------------ |
| Brunnen                  | Alleestraße Lage                        | zweite Hälfte des 19. Jahrhunderts | Laufbrunnen, zweite Hälfte des 19. Jahrhunderts                      | weitere Bilder Fotos hochladen |
| Wohnhaus                 | Alleestraße 7 Lage                      | zweite Hälfte des 18. Jahrhunderts | Fachwerkhaus, teilweise massiv, zweite Hälfte des 18. Jahrhunderts   | Fotos hochladen                |
| Pfarrhaus                | Alleestraße 8 Lage                      | um 1910/20                         | Krüppelwalmdachbau, Bossenquadermauerwerk, um 1910/20                | Fotos hochladen                |
| Gemeindehaus             | Hauptstraße 32 Lage                     | spätes 19. Jahrhundert             | ehemaliges Gemeindebackhaus; Quadermauerwerk, spätes 19. Jahrhundert | Fotos hochladen                |
| Evangelische Pfarrkirche | Kirchweg Lage                           |                                    | romanischer Turm, queroblonger Saalbau, 1786                         | weitere Bilder Fotos hochladen |
| Schulhaus                | Kirchweg 1 Lage                         | spätes 19. Jahrhundert             | ehemalige Schule; Bruchsteinbau, spätes 19. Jahrhundert              | Fotos hochladen                |
| Wohnhaus                 | Kirchweg 13 Lage                        | 1688                               | Fachwerkhaus mit Niederlass, bezeichnet 1688                         | Fotos hochladen                |
| Hammermühle              | westlich des Ortes (Hammermühle 1) Lage | 1727                               | Fachwerkbau, teilweise massiv, angeblich von 1727                    | Fotos hochladen                |